# NGC 4404
NGC 4404 este o astronomical radio source⁠(d) situată în constelația Fecioara. A fost descoperită în 20 martie 1789 de către William Herschel. Se află la o distanță de 86,3 de megaparseci de Pământ.